# Bivacco Giovanni Leoni
Il bivacco Giovanni Leoni, anche noto come Bivacco Leoni o Rifugio Leoni, è un bivacco posto sulle Alpi Lepontine in Piemonte. Il Rifugio si trova nel comune di Varzo, nella provincia del Verbano-Cusio-Ossola, a 2.803 m s.l.m. ed è gestito dalla sezione S.E.O. Domodossola del Club Alpino Italiano.

## Caratteristiche

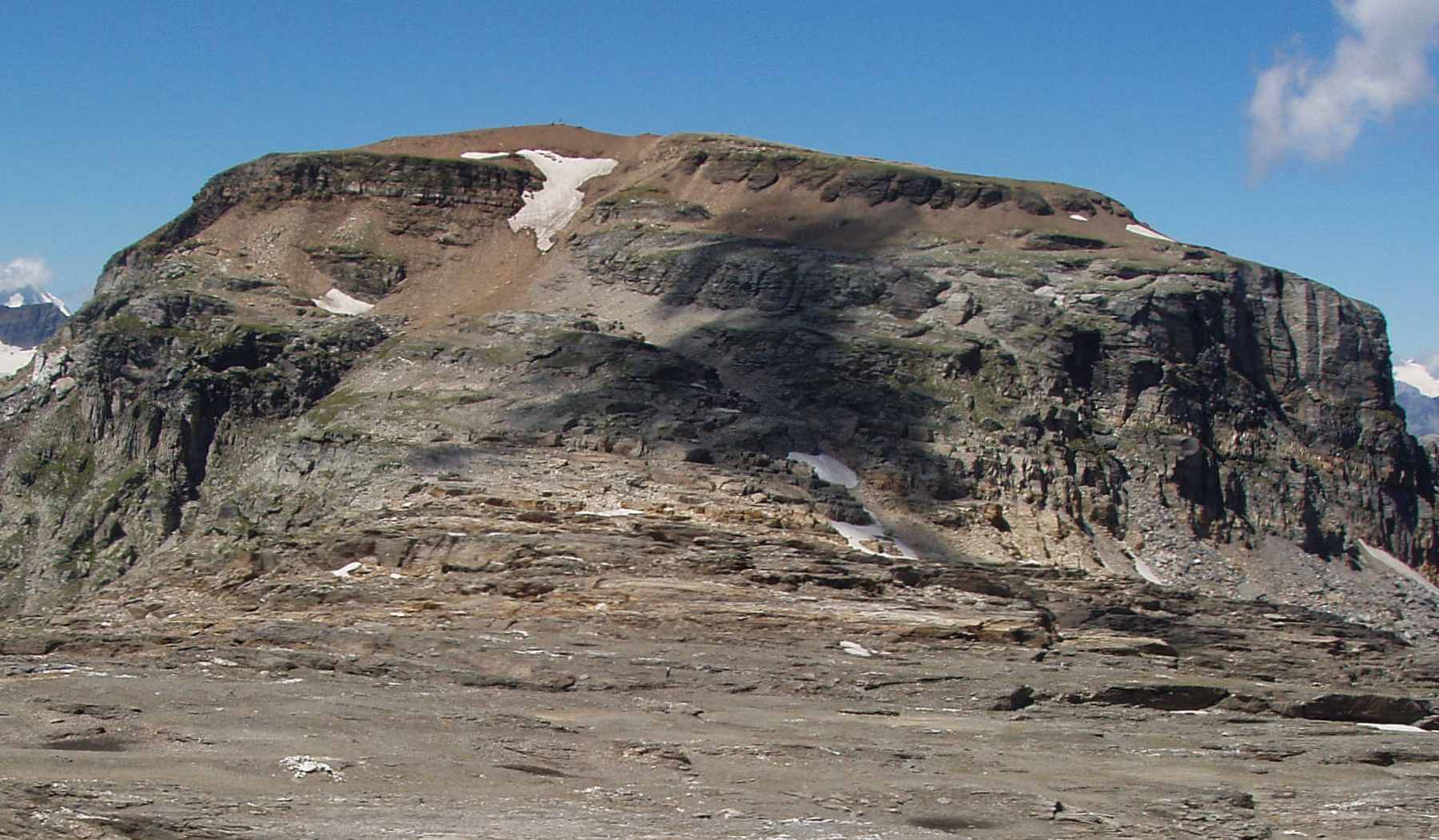
Vista del Pizzo Diei dal Bivacco Giovanni Leoni

Il bivacco Giovanni Leoni è un bivacco non gestito dotato di 8 posti letto su tavolato. L'edificio è una piccola struttura in pietra e muratura la cui costruzione iniziò, grazie alla volontà di Giovanni Leoni, nel 1898 e che venne inaugurata nel 1901. Il bivacco è dotato di un locale con cucina provvisto di fornello a gas e di una stufetta a legna per scaldarsi. L'acqua disponibile è quella di scioglimento di neve e ghiaccio. Il bivacco è gestito dalla sezione S.E.O. Domodossola del Club Alpino Italiano.

## Storia
Il cavalier Giovanni Leoni era un ossolano che dopo essere emigrato in Sud America, dove si arricchì con il commercio, tornò in Ossola per vivere di rendita. In Italia si dedicò alla poesia divenendo post mortem un dei più famosi poeti dialettali della zona. Inoltre si occupò di alpinismo con la sezione di Domodossola del CAI e fondando la Pro Devero, associazione che nel tempo rese la Valle Devero una nota località alpina. Inoltre si impegnò affinché venisse costruito il bivacco sul Monte Cistella perché era divenuta una meta alpinistica molto frequentata. Il rifugio venne inaugurato nel 1901 e poi ristrutturato per la prima volta nel 1920 in occasione della morte di Giovanni Leoni. La sezione ossolana del Club Alpino Italiano decise poi di intitolarlo pubblicamente allo scomparso poeta Leoni nel settembre del 1924. Il bivacco venne ristrutturato ancora nel 1985 e nel 2001 e quindi passato in gestione all'associazione Amici della montagna di Mozzio e Viceno. 

## Accessi
Si accede al bivacco, in circa 4 ore, da diverse località:
- da Ciamporino
- da Solcio
- da Foppiano

## Ascensioni
- Monte Cistella (2.880 m)
- Pizzo Diei  (2.960 m)

## Traversate
- Varzo-Solcio-Alpe Veglia-Alpe Devero
- Rifugio Pietro Crosta